# 長野県道369号・静岡県道412号南信濃水窪線
長野県道369号・静岡県道412号南信濃水窪線（ながのけんどう369ごう・しずおかけんどう412ごう みなみしなのみさくぼせん）は長野県飯田市を起点とし、静岡県浜松市天竜区に至る一般県道である。長野県内の区間は旧・兵越（ヒョー越）林道に相当し、静岡県内の区間は道路区域が指定されていない。

## 概要

### 路線データ
- 起点：長野県飯田市南信濃八重河内（国道152号交点）
- 終点：静岡県浜松市天竜区水窪町（国道474号交点）

## 沿革
- 1995年（平成7年）12月1日 - 県道の路線認定[3][4]
  - 起点：長野県下伊那郡南信濃村
  - 終点：静岡県磐田郡水窪町

- 2007年（平成19年）4月1日 - 県道の路線認定の一部改正[5][6]（自治体合併に伴う変更）
  - 起点：長野県飯田市南信濃
  - 終点：静岡県浜松市天竜区水窪町

## 通過する自治体
- 長野県飯田市
- 静岡県浜松市（天竜区）

## 接続路線
- 国道152号（秋葉街道）（起点：長野県飯田市南信濃八重河内）
- 浜松市道水窪白倉川線（長野県・静岡県境）

この間道路区域未定
- 三遠南信自動車道（国道474号）（終点：静岡県浜松市天竜区水窪町）

## その他
- 長野県内の区間は道路区域が決定しているが[7]、ゼンリンデータコム提供の電子地図には県道として記載されていない。